# جارات أبي موسى
جارات أبي موسى رواية رواية تاريخيّة‑صوفيّة للكاتب والمؤرخ المغربي أحمد التوفيق، تسلط الرواية الضوء على مرحلة تاريخية مضطربة من تاريخ المغرب القرن 14، إبان الحكم المريني. تستعرض الرواية الأوضاع الاجتماعية والسياسية في تلك الحقبة، وتقدم صورة حية تعكس التحولات والتحديات التي شهدها المغرب آنذاك.

## خلفية تاريخية
تستعيد الرواية مرحلة اضطراب سياسي واجتماعي في عهد الدولة المرينيّة: صراعات الأسر الحاكمة، تدفّق الأندلسيين المهاجرين، تصاعد نفوذ الزوايا، واحتدام الفساد الإداري. ينهل التوفيق من رصيده المؤرّخ ليُعيد بناء أجواء القرن الرابع عشر بدقّة الوثيقة وحيوية المخيلة، موثِّقًا استبداد الولاة ومسالك الجباية، والانقسام بين “الفقه الرسمي” والتصوّف المتحرّر.

## حول الرواية
تدور أحداث الرواية في فضاءات متعددة ما بين (سلا)، و(مصر)، و(فاس)، و(سجلماسة، وتجري الحكاية في "فندق الزيت" كفضاء أساسي تقطنه شرائح اجتماعية متعددة. تتطرق الرواية لبعض الأحداث التاريخية في عهد الحكم المريني، وتشير لهجرة الأندلسيين إلى المغرب من أجل التجارة، كما تكشف عن استبداد وتسلط الحكام وتفشي الفساد الاجتماعي في مدينة سلا التي تجري فيها الأحداث. تم تحويل الرواية إلى فيلم سينمائي تاريخي من إخراج محمد عبد الرحمن التازي سنة 2003 جارات أبي موسى (فيلم).

## الحبكة في سطور
يصل أبو موسى، وهو وليٌّ صوفيٌّ أندلسي مجهول البدايات، إلى سلا مع موجة المهاجرين. يختار العزلة في غرفة متواضعة بفندق الزيت المطلّ على الأطلسي، بعيدًا عن صخب السوق والحامية المرينيّة.
في الفندق ذاته تقيم نساء كنّ يعملن في الضواحي الهامشية—تصير كلٌّ منهنَّ “جارة” لأبي موسى. يشيع في المدينة أنّ لهذا الوليّ كرامات: يطعم الجائعات، ويسقي المدينة المطر بدعوةٍ خاشعة، ويحمل شامةَ—أكثر الجارات نقاءً—عبر مياه أبي رقراق “سيرًا على الماء” في صورة كراميّة تهزّ يقين الفقهاء المتشدّذين.
بينما تحتدم المؤامرات في البلاط المريني وتُفرض الضرائب على الأهالي، تتحوّل الغرفة الصغيرة إلى بؤرة نورٍ روحيّ يستمدّ منه الضعفاء قوّةً لمواجهة الظلم. ينتهي المسار بوفاة أبي موسى المفاجئة، لتُخلِّف كراماته أثرًا عميقًا في مصائر الجارات والمدينة معًا.

## شخصيات الرواية
تعد رواية جارات أبي موسى من الروايات التاريخية الواقعية، تنقسم شخصياتها إلى شخصيات رئيسية وأخرى ثانوية.
تجتمع شخصيات الرواية في " فندق الزيت" بسلا وهي كالتالي:
- "أبو موسى" الرجل المتصوف الزاهد المعروف بالكرامات؛
- "شامة" وتسمى أيضا ورقاء وزوجها "علي"،
- "خوليا" ووالدها التاجر الأندلسي النصراني،
- الخودة: أو "غزالة الصحراء"؛
- الجورائي: هو قاضي القضاة وزوج ورقاء؛
- المجذوب/ العجاج:

بالإضافة لنساء وافدات على الحي يمتهن الدعارة بوساطة "تودة".

## البناء والأسلوب
- بنية سجليّة‑حكائية: يبدأ السرد بمخطوط يروي وقائع “فندق الزيت” ثم ينتقل إلى صوت راوٍ عليم يتقصّى أخبار الأبطال، ممّا يمزج التوثيق بالتخييل.
- لغة ثلاثيّة الطبقات: فصحى تقليدية، عبارات عاميّة مغربية، ومفردات أندلسية—تُثري الإيقاع وتُرسِّخ طابع القرن 14.
- التناصّ الصوفي والتاريخي: استدعاء خبرات ابن عربي، والشاعر الصوفي ابن مشيش، وأخبار عبد الرحمن الفاسي، مع إحالات لكتب المناقب المغربية، ما يمنح النص عمقًا رمزيًا.
- تقنيّة “التسريد الكرامي”: إذ تُروى الأحداث الكبرى (الاستسقاء، عبور الماء) بعيون شهود يختلط لديهم الواقع بالعجائبي، فتتبلور رؤية “المدن الترابية” في مقابل “المدينة الروحية”.

## الثيمات الرئيسة
1. صراع السلطة والولاية: مواجهة صامتة بين قداسة المتصوّف وسطوة الدولة/الفقه المؤسَّسي.
2. تطهير المدنس: انتقال الجارات من تجربة جسدية “منحطّة” إلى تجربة روحية “مشرقة” عبر رعاية أبي موسى.
3. الهجرة والأندلس المفقود: حنين الأبطال لجذورهم الأندلسية، وانكساراتهم أمام قسوة المهجر المغربي.
4. المدينة بوصفها كائنًا حيًّا: تتحوّل سلا إلى بطل موازي؛ هي “مدينة التراب” التي تتعافى حين يتطهّر ساكنوها.
5. المرأة وحيازة الكرامة: يُبرز التوفيق رحلة النساء من التهميش إلى استعادة الذات عبر العمل والكرامة والرعاية الصوفية.

## التلقّي والنقد
اعتُبرت الرواية تجديدًا لنمط “الحوليات” الصوفيّة في قالب روائي معاصر، إذ تدمج التاريخ بالأدب الشعبي.
رآها ناقدو الداخل محاولةً “لإعادة كتابة التاريخ المغيَّب عن الهامش الاجتماعي”، بينما أشاد آخرون بقدرتها على بعث الحسّ الصوفي بعيدًا عن الرومنسية الشرقية المألوفة.
يرسم "أحمد التوفيق" شخصية "أبو موسى" بهدوءٍ وتأنٍ، إنه الرجل الزاهد في الدنيا، المتعبد، صاحب الكرامات التي يوظفها لخدمة المظلومين، ومساعدة المحتاجين، وإليه تنسب أمور عجائبية يتناقلها الناس فيما بينهم، ويؤمنون بها. تُبرز الرواية كذلك الصراع بين الفقه الرسمي الذي يتبنى السلطة السياسية ويحد من مجال الروحانيات الفردية، وبين التصوف المتحرّر الذي يمثّل صوتًا هامشيًا يعبر عن رغبة في التحرر من القيود السلطوية والاجتماعية. كما أن التوفيق لا يكتفي بالسرد التاريخي فقط، بل يدمج الرؤية الصوفية ليحوّل المكان والشخصيات إلى رموز تحمل معانٍ روحية واجتماعية عميقة، مما يفتح فضاءات تأويل متعددة للنص.وقد أشار بعض النقاد إلى أن "جارات أبي موسى" لا تعكس فقط الماضي المريني، بل تقدم نقدًا ضمنيًا للمجتمع المغربي المعاصر، من حيث الفساد الإداري، وضعف المؤسسات، وتهميش المرأة، وهو ما يجعل الرواية تظلّ حية في أذهان القراء والباحثين على حد سواء.

## طبعات وترجمات
صدرت الطبعة الأولى من رواية جارات أبي موسى عن منشورات الزمن بالرباط سنة 1997، وحققت منذ ذلك الحين حضورًا لافتًا في المشهد الأدبي المغربي والعربي، نظرًا لما تمزج به من كتابة سردية تاريخية ذات بعد صوفي عميق.
في سنة 1999، تُرجمت الرواية إلى اللغة الفرنسية بعنوان Les Voisines d’Abou Moussa، وصدرت عن دار النشر إيديف (EDDIF) في الدار البيضاء، ضمن مشروع يهدف إلى التعريف بالأدب المغربي المكتوب بالعربية داخل الأوساط الفرنكفونية.
أما الترجمة الإنجليزية، فقد ظهرت سنة 2006 تحت عنوان Abu Musa’s Women Neighbors عن دار Post-Apollo Press بكاليفورنيا، وهي دار معروفة بنشر الأدب التجريبي والكتابات المغايرة. أنجزت الترجمة الباحثة حياة بالحاج حسين، وراجعها كلّ من المستعرب الأمريكي روجر ألن، والأكاديمية الأنثروبولوجية ستفانيا باندولفو، المختصة في الثقافة الصوفية بالمغرب.
نالت الترجمة الإنجليزية إشادة نقدية، إذ اعتبرها روجر ألن نموذجًا فريدًا يجمع بين تقنيات الهاغيوغرافيا (سير الأولياء) والرواية الحديثة، مشيدًا بمزج التوفيق بين السرد الصوفي والتحليل الاجتماعي الرمزي. أما باندولفو، فوصفت العمل بأنه سردية تتأرجح بين التجلي والانمحاء، وتنحت لغة تحفر في الطين والهواء معًا، لتعيد بناء الطهارة داخل فضاء المدينة المنتهكة.
وقد ساهمت هذه الترجمة في إدراج الرواية ضمن المقررات الجامعية في جامعات أمريكية وأوروبية، خاصة ضمن مساقات الأدب العربي، والدراسات الصوفية، وسرديات ما بعد الاستعمار.

## في ميزان السرد المغربي
توسّطت جارات أبي موسى—إلى جانب “شجيرات لبلقيس” لمحمد برادة و“الأولياء” لعبد الكريم غلاب—مسارًا جديدًا للرواية التاريخية بالمغرب، إذ قدّمت التاريخ بوصفه مختبرًا لتفكيك الراهن: الفساد، تهميش النساء، واحتكار الخطاب الديني.
بحمولتها الصوفية وحسّها التأريخي، تبقى الرواية مرجعًا أدبيًا لاستكشاف القرن المريني الرابع عشر، وعتبةً لقراءة جدليّة المغرب بين “الباطن الروحي” و“الظاهر السلطوي”.